# 돌아보지 말라
"돌아보지 말라"는 한국에서 제작된 이만희 감독의 1963년 영화이다. 황정순 등이 주연으로 출연하였고 원선 등이 제작에 참여하였다.

## 출연

### 주연
- 황정순
- 장동휘
- 문정숙

## 제작진
- 조명: 장기종
- 미술: 홍성칠